# ساعة تسجيل النبض
ساعة النبض، المعروفة أيضًا باسم مقياس النبض،  هي جهاز مراقبة وقياس فردي ذات القدرة على قياس معدل ضربات القلب أو النبض . يمكن أن يحدث الكشف في الوقت الفعلي أو يمكن حفظه وتخزينه للمراجعة لاحقًا. تقيس ساعة النبض بيانات تخطيط القلب (ECG أو EKG) أثناء أداء المستخدم للمهام ، سواء كانت مهام يومية بسيطة أو نشاطًا بدنيًا مكثفًا. تعمل الساعة النبضية بدون استخدام الأسلاك وأجهزة الاستشعار المتعددة، وهذا ما يجعله مفيدًا في البيئات الصحية والطبية حيث تكون الأسلاك وأجهزة الاستشعار أحيانا مصدر إزعاج. يعد استخدام الجهاز شائعًا أيضًا في بيئات الرياضة والتمارين حيث يُطلب من الأفراد قياس ومراقبة بيانات القياسات الحيوية الخاصة بهم.

## التاريخ
كان الأطباء يشخصون في القرن السابع عشر الأمراض من خلال ملاحظة السمات الخارجية مثل أنماط التنفس ، والشعور بالنبض ، وعلامات الألم والحمى.
تم توفير ساعة النبض تجاريًا لأول مرة في عام 1701 بواسطة السير جون فلوير الذي كان طبيبًا إنجليزيًا. أراد فلوير تطوير ساعة لقياس معدلات النبض الدقيقة لمرضاه. ابتكر فلوير ساعة تحسب نبضات قلب المستخدم لمدة ستين ثانية ، وشكلت طريقة أسهل لحساب وقياس معدل ضربات قلب المرضى. تم صنع تصميمات فلوير بواسطة صامويل واطسون ، الذي شارك في علم قياس الزمن في أواخر القرن السابع عشر.

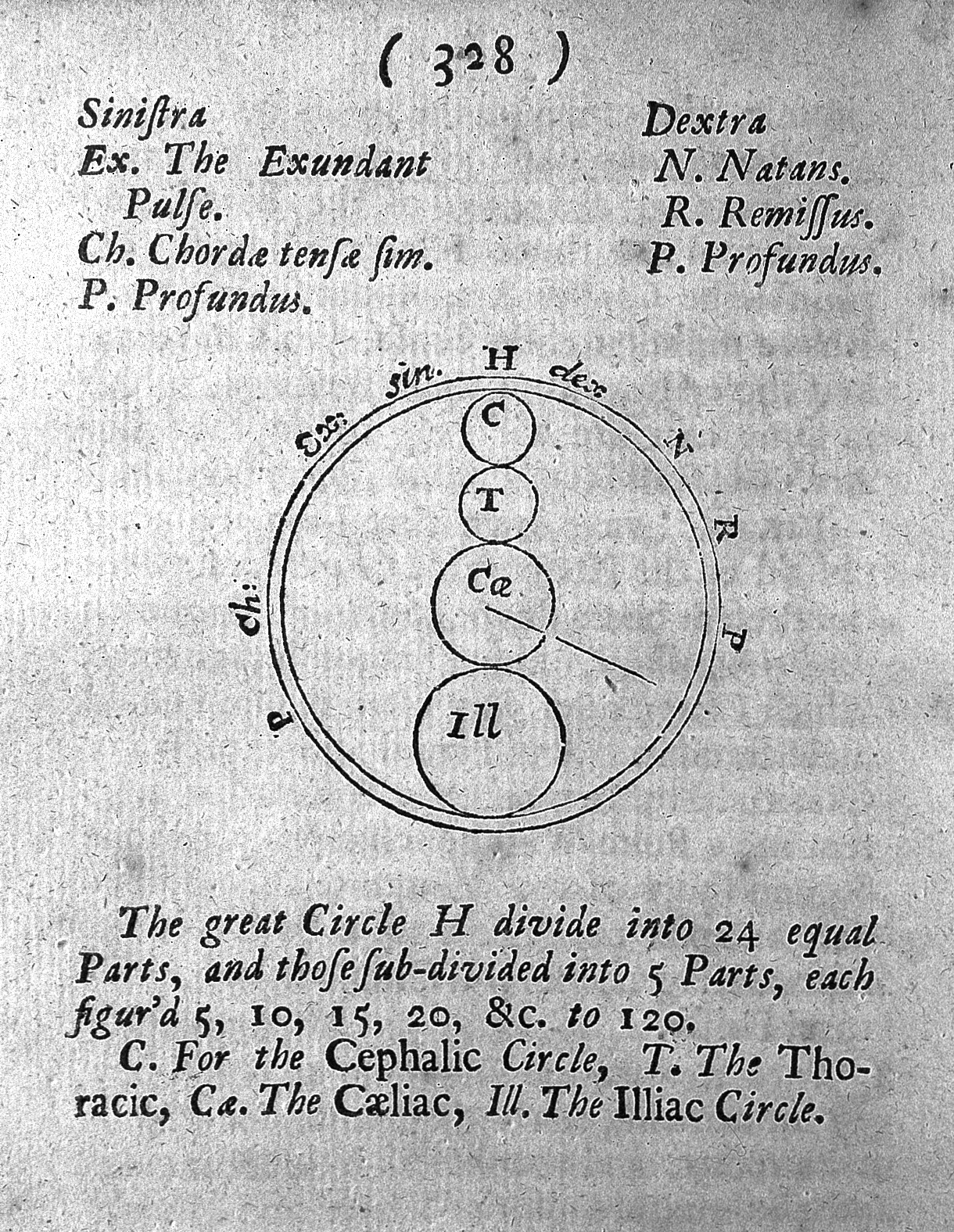
تصميمات فلوير الأصلية لساعة النبض

ومنذ ذلك الوقت، بدأ الأطباء في إجراء ملاحظات طبية بناءً على عدد دقات القلب في الدقيقة ( نبضة في الدقيقة ). تم تحديث وظائف وآليات الساعة النبضية وإعادة تطويرها من قبل العديد من المحترفين عبر التاريخ. وقد تم تنفيذ استخدام أجهزة الكشف عن النبض باستمرار من قبل المدارس والمؤسسات الطبية، كشكل من أشكال التكنولوجيا الطبية، لتوقيت النبض والتنفس للمرضى بدقة.
منذ توفرها تجاريًا في عام 1707 ، اكتسبت ساعة النبض اهتمام العديد من المهنيين الطبيين. في أوائل العشرينيات من القرن الماضي ، أدخل المصنِّعون من سويسرا موازين لتحسين سرعة ودقة وموثوقية الجهاز الذي يقيس نبض المريض. اليوم ، هناك اهتمام أكبر بالأجهزة الذكية القابلة للارتداء بسبب قدرتها على أداء العديد من الوظائف البيومترية والتكنولوجية الأخرى بخلاف قياس النبض. على الرغم من ذلك ، لا تزال بعض العلامات التجارية تنتج ساعات النبض التقليدية، مثل؛ لونجن Longines وبلانبان Blancpain ومونبلان Montblanc و فاشرون كنستانتين Vacheron Constantin .

## الوظائف والآليات
يقوم جهاز ساعة النبض نموذجية باستخدام التصوير الضوئي (PPG)، وتستخدم هذه المنهجية الضوء والكواشف الضوئية لقياس معدل ضربات القلب . تقوم الصمامات الثنائية الباعثة للضوء (LED) والصمامات الثنائية الضوئية الحساسة للضوء ، بقياس التغيرات في امتصاص الضوء في الجسم.
تتضمن الآليات التقنية الأربع الرئيسية لساعات النبض ، المستخدمة لقياس معدل ضربات القلب :

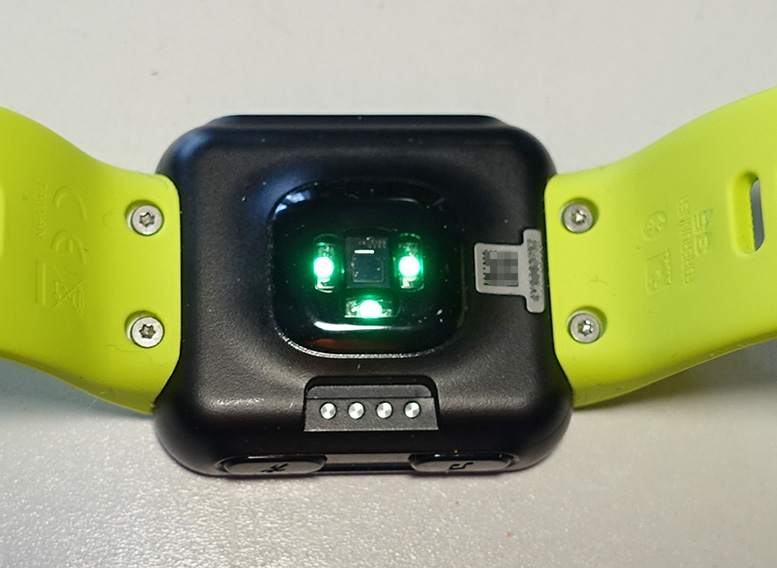
ضوء أخضر (LED) معروض على ساعة النبض الحديثة

1. بواعث ضوئية - ترسل مصابيح LED موجات ضوئية ملونة إلى الجلد. نظرًا للاختلافات في لون البشرة وسمكها لدى المستخدمين ، ستتضمن معظم ساعات النبض الحديثة موجات ضوئية متعددة بأطوال مختلفة للتفاعل مع درجات لون البشرة المختلفة وسمكها.
2. معالجات - يلتقط معالج جهاز الساعة النبضي الضوء المنكسر من جهاز المستخدم ويترجم ذلك إلى رمز ثنائي . ثم يتم تحويل هذا الرمز إلى بيانات ذات معنى لمعدل النبض.
3. مقياس التسارع - يمكن لمقياس التسارع قياس أي حركة يتم استخدامها مع المكونات الأخرى المذكورة ، مما يوفر بيانات معدل ضربات القلب واستشعار الحركة والموقع عبر خوارزمية.
4. الخوارزميات - يتم تشكيل خوارزمية من المعالج ومقياس التسارع إلى بيانات بيومترية . يمكن أيضًا توفير بيانات مثل ضغط الدم والسعرات الحرارية للمستخدم.
سيقيس الجهاز كمية الدم التي تتدفق عبر المعصم في أي وقت يختاره المستخدم. نظرًا لكون الدم أحمر اللون ، فسوف ينعكس الضوء الأحمر على الجسم ، وسوف يمتص الضوء الأخضر. ثم يقوم المعالج بتحويل هذه المعلومات الضوئية إلى بيانات بيومترية ليتم تحليلها من قبل المستخدم.

### الدقة
كانت هناك مخاوف من قبل مستخدمي الجهاز الذي يقيس معدل ضربات القلب بمستوى ثابت ومستمر ، خاصة عند الحركة المفرطة. قيمت العديد من الدراسات مستويات دقة هذه الأجهزة القابلة للارتداء لقياس ومراقبة معدل ضربات القلب ووجدت أن هذه الأجهزة توفر نتائج صحيحة للمستخدمين. في إحدى الدراسات ، استمر 50 متطوعًا تتراوح أعمارهم بين 18 و 32 عامًا في المشي والجري على جهاز المشي لمدة 30 دقيقة. قام كل مشارك بفحص معدل ضربات القلب يدويًا في كل دقيقة من الدراسة. تظهر نتائج الدراسة أن ساعة النبض سجلت بعض الأخطاء ولكنها لا تزال تتمتع بمستوى دقة 95٪ وفقًا للمعايير التحليلية للدراسة. في دراسة أخرى ، شارك 25 مشاركًا في أشكال مختلفة من النشاط البدني ؛ من الوقوف إلى الجري. وأظهرت الدراسة أن جهاز مراقبة النبضات اكتشف بدقة معدل ضربات القلب للمستخدمين أثناء الوقوف والمشي والركض لكنه تسبب في بعض الإخفاقات عندما كان الجسم يتحرك بشكل مفرط أثناء أنشطة الجري.

### أنواع أجهزة المراقبة

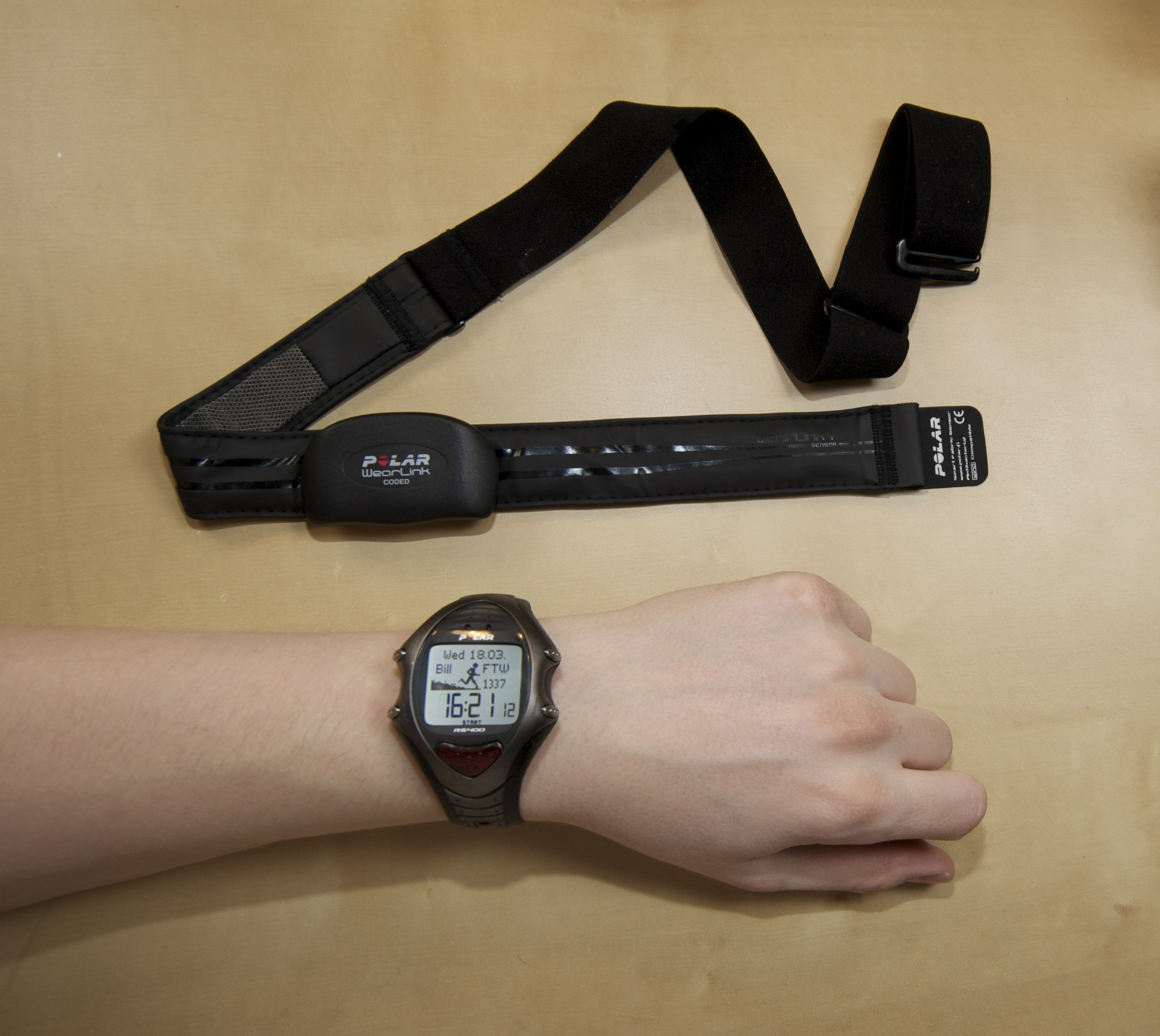
رصد معدل ضربات القلب مع حزام الصدر وشاشة المعصم

أثاؤت التقنيات القابلة للارتداء التي تراقب معدل ضربات القلب اهتمام المستخدمين لفترة طويلة جدًا. بالإضافة إلى ساعة النبض التي تراقب معدل ضربات القلب من كشف النبض عند المعصم، هناك أيضًا أجهزة تستخدم تقنيات مماثلة لمراقبة معدل ضربات القلب من الأذن والساعد والصدر باستخدام حزام الصدر. لا تزال جميعها تستخدم آليات مماثلة لتوفير بيانات القياسات الحيوية للأفراد دون عوائق. قارنت إحدى الدراسات استخدام جهاز مراقبة النبض وجهاز الساعد في اكتشاف معدل ضربات القلب أثناء النشاط البدني، وأظهرت النتائج أن جهاز مراقبة النبض اكتشف النبض مع إخفاقات أقل أثناء ممارسة الأنشطة مثل المشي والجري. في الأنشطة الأكثر صرامة مثل ركوب الدراجات ، قدم جهاز الساعد معلومات أكثر دقة عن معدل ضربات القلب . خلصت الدراسة إلى أن دقة جهاز المراقبة قد تتأثر بموضعه وقربه من أجزاء الجسم التي تمارس النشاط البدني الأكبر.

## الاستخدامات الحالية والمستقبلية

### الاستخدامات الحالية
يتم استخدام ساعات Pulse بشكل يومي من قبل مجموعة كبيرة من الأشخاص ، ويرجع ذلك إلى التوافر الواسع للجهاز وإمكانية الوصول إليه. تُستخدم أجهزة ساعة النبض في الصناعة الطبية حيث يمكن تخزين نسخة من بيانات معدل ضربات القلب للمستخدم على مدار فترة زمنية وإرسالها تلقائيًا إلى طبيب المستخدم. هذا هو الحال أيضًا حيث يمكن تخزين السعرات الحرارية ومستويات النشاط البدني للمستخدمين وإرسالها إلى أطبائهم لغرض إدارة الوزن. تستخدم الأجهزة القابلة للارتداء التي تستخدم آليات مراقبة النبض أيضًا في إدارة صحة المريض. توفر قدرة هذه الأجهزة على مراقبة البيانات الصحية وتخزينها بكفاءة حلاً للمرضى الذين يحتاجون إلى إدارة ذاتية مستمرة لمراقبة تطور المرض. أنشأت إحدى الدراسات نظامًا لتسجيل البيانات للمشاركين المصابين بداء السكري من النوع الأول ، باستخدام هذه الأجهزة القابلة للارتداء. استخدم المشاركون الجهاز لتتبع مدخولهم اليومي من الكربوهيدرات والأنسولين ومستويات السكر في الدم ومقدار النشاط البدني. ووجدت نتائج الدراسة أن استخدام أجهزة المعصم القابلة للارتداء هذه توفر طريقة بسيطة للمرضى لمراقبة متطلبات تحدياتهم الصحية.
تستخدم ساعات النبض أيضًا بكثرة في مجال الرياضة والتمارين الرياضية. يرغب المدربون والمهنيون الصحيون في بعض الأحيان في مراقبة وتحليل الأنشطة البدنية للرياضي. ووجدت مراجعة سريرية أن استخدام الأجهزة القابلة للارتداء في مراقبة الرياضيين ذا تأثير كبير على تحسين الأداء. تسمح الأجهزة القابلة للارتداء التي تنتج بيانات المقاييس الحيوية مثل معدل ضربات القلب والحركة وتحديد المواقع ودرجة حرارة الجسم والنوم، بجمع المعلومات في الوقت الفعلي وتحليلها بواسطة متخصصين. قد يساعد هذا بإنشاء أنماط بين السلوكيات الفردية والأداء، مما يسمح بإنشاء برامج تدريب للرياضيين. يمكن أن يكتشف استخدام هذه الأجهزة القابلة للارتداء أيضًا الأسباب المحتملة للإصابة مثل قلة النوم من قبل الرياضي ، والذي يؤدي إلى التعب أثناء التدريب.

#### في الثقافة الشعبية
قامت أسماء العلامات التجارية مثل آبل وفيتبيت وجارمن بدمج استخدام أجهزة الساعة النبضية في خط منتجاتهم. غالبًا ما يُرى المشاهير وغيرهم من الأشخاص المؤثرين في وسائل الإعلام وهم يرتدون جهاز مراقبة نبضي لتسويق الأجهزة للمستخدمين. يأتي الكثير من جاذبية الأجهزة القابلة للارتداء مثل ساعات النبض من العلامات التجارية التي تخلق بُعدًا اجتماعيًا مرتبطًا بالجهاز. تؤدي إضافة التطبيقات التفاعلية على هذه الأجهزة إلى الحفاظ على مستويات تفاعل المستخدمين مما يتيح للمستخدم استخدام الجهاز بشكل متكرر. بعد عقود من التطورات والتحسينات التكنولوجية ، من المتوقع أن يمتلك واحد من كل عشرة بالغين في الولايات المتحدة ساعة ذكية . ومن المتوقع أيضًا أن تنمو مبيعات الأجهزة القابلة للارتداء بنسبة 20٪ خلال السنوات الخمس المقبلة.

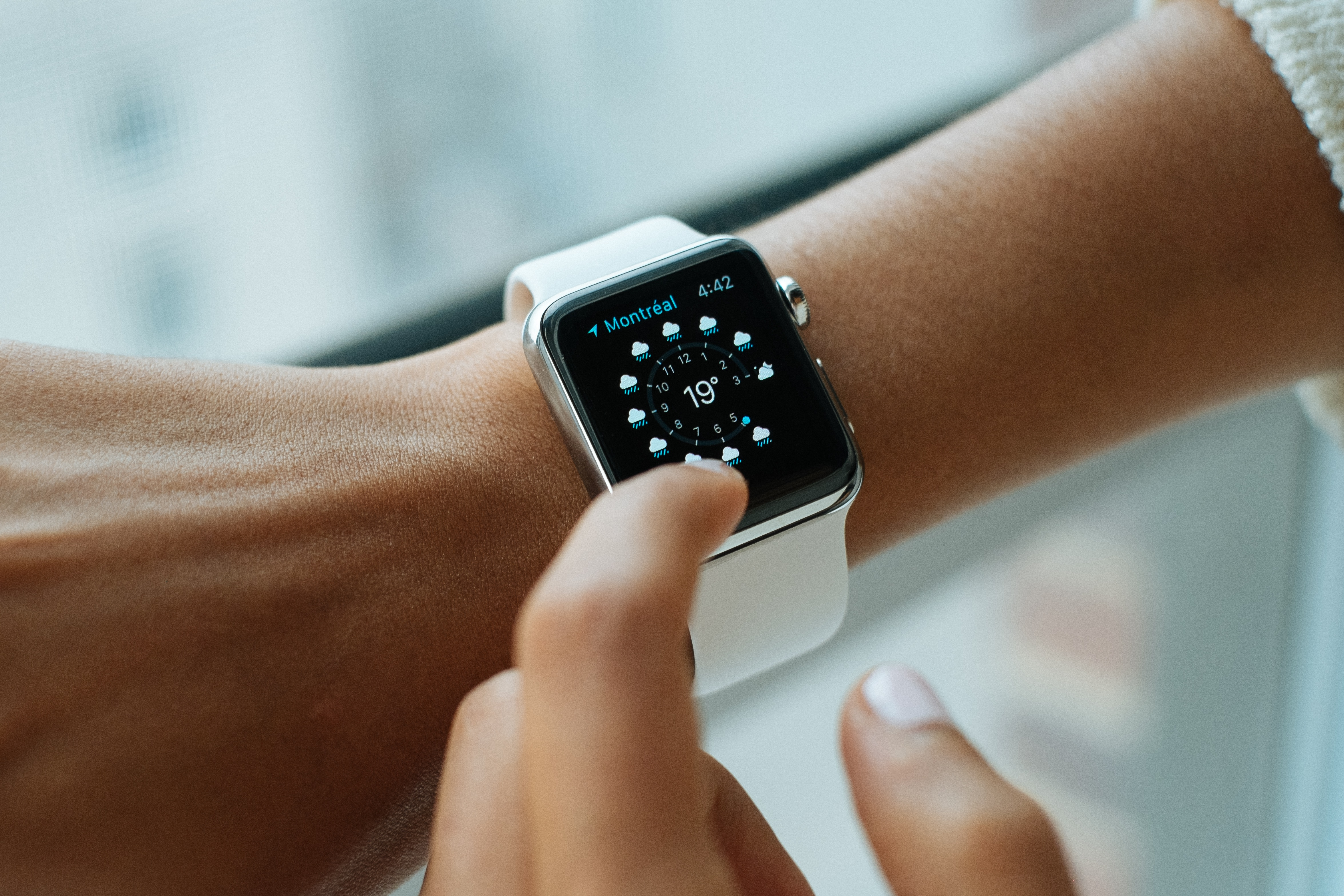
مثال على ساعة ذكية - ساعة أبل

### الاستخدامات المستقبلية
يتم تحديث آليات واستخدامات الساعة النبضية باستمرار مع زيادة فهمنا للتكنولوجيا. تتضمن بعض التطبيقات المستقبلية ؛ استخدام آليات مراقبة النبض الحالية ، ولكن تطبيقها على زلاجات القدم اللاسلكية وألواح التزلج للسماح بمراقبة القياسات الحيوية مثل السرعة المقطوعة ومعدل ضربات القلب من خلال المستخدمين ، لا يحتاج إلى أي اتصال جسدي. بالإضافة إلى ذلك، ترقية بعض الآليات في ساعة النبض ليس فقط لاكتشاف النبض ولكن لاكتشاف الأعراض غير الطبيعية لدى المستخدمين ، والتي قد تشير إلى وجود اضطرابات طبية.
تعتبر الأجهزة القابلة للارتداء التي تستخدم آليات ساعة الكشف عن النبض كأداة قابلة للاستخدام في تقييم المخاطر المهنية. هناك إمكانية لمزيد من تطوير الآليات التقنية الموجودة في هذه الأجهزة ، مثل الكشف عن الحركة. قد يسمح تطوير هذه الآليات للأجهزة القابلة للارتداء أن تكون قادرة على اكتشاف السقوط في مكان العمل ، والتعرض للضوضاء ، وتغيرات درجة الحرارة ، والضوء والاهتزازات ، والتعرض لبعض العوامل الكيميائية واكتشاف المخاطر باستخدام أجهزة الاستشعار. قد يوفر استخدام الأجهزة القابلة للارتداء في مكان العمل طريقة عملية لجعل أماكن العمل أكثر أمانًا.

## التقييم
خضع التصميم الأصلي للساعة النبضية لتطور كبير منذ عام 1707. مع التطورات الحديثة في التكنولوجيا ، أصبحت الساعة النبضية، التي كان بإمكانها قراءة معدل نبض المستخدم لمرة واحدة فقط في السابق، جهازًا ذكيًا قادرًا على المزيد. لقد مكنّت التطورات في هذه الأجهزة بمقاومة سلوكيات محددة متعلقة بالصحة باستخدام هذه التقنيات. تقوم شركة سموك ووتش Smokewatch،  شركة الساعات الذكية، بتصميم ساعة تستخدم للمساعدة في عملية الإقلاع عن التدخين . تتميز الساعة المصممة بإمكانية اكتشاف وقت قيام المستخدمين بالتدخين ومراقبة تكرار التدخين في نقاط زمنية محددة. يمكنه بعد ذلك إخطار المستخدم بمعلومات مثل المبالغ التي يتم إنفاقها على السجائر . يمكن للساعة أيضًا جدولة هذه المعلومات وتخزينها للأطوال الزمنية المطلوبة.
تسمح بعض الأجهزة بإرسال البيانات الصحية الشخصية إلى الممارسين الصحيين ، من اختيار المستخدمين ، من أجل مراقبة تقدمهم الصحي. يتم النظر في مستويات الأمان والخصوصية لبعض هذه الأجهزة القابلة للارتداء من قبل بعض المستخدمين لأن لديهم القدرة على الاحتفاظ بالمعلومات الصحية الحساسة وتوزيعها. حللت إحدى الدراسات مستويات الأمان والخصوصية للأجهزة القابلة للارتداء،  ووجدت أن هناك جوانب محددة حيث قد يكون مستخدمو الأجهزة القابلة للارتداء عرضة لانتهاكات الخصوصية ؛ وهذا يشمل تخزين ونقل البيانات غير المشفرة ، ونقص ضوابط الأمان المادي ونقص المصادقة والترخيص من قبل المستخدم. هناك حاجة لتطوير آليات مصادقة قوية في التقنيات القابلة للارتداء بحيث تمنع فقدان الأمن والسرية لدى المستخدمين.

## روابط خارجية
- آبل - ساعة ذكية
- فيتبيت
- جارمين